# Erythrodes wenzelii
Erythrodes wenzelii är en orkidéart som beskrevs av Oakes Ames. Erythrodes wenzelii ingår i släktet Erythrodes och familjen orkidéer. Inga underarter finns listade i Catalogue of Life.